# Liste de ponts d'Islande
Cette liste de ponts d'Islande présente les ponts remarquables d'Islande, tant par leurs caractéristiques dimensionnelles que par leur intérêt architectural ou historique.

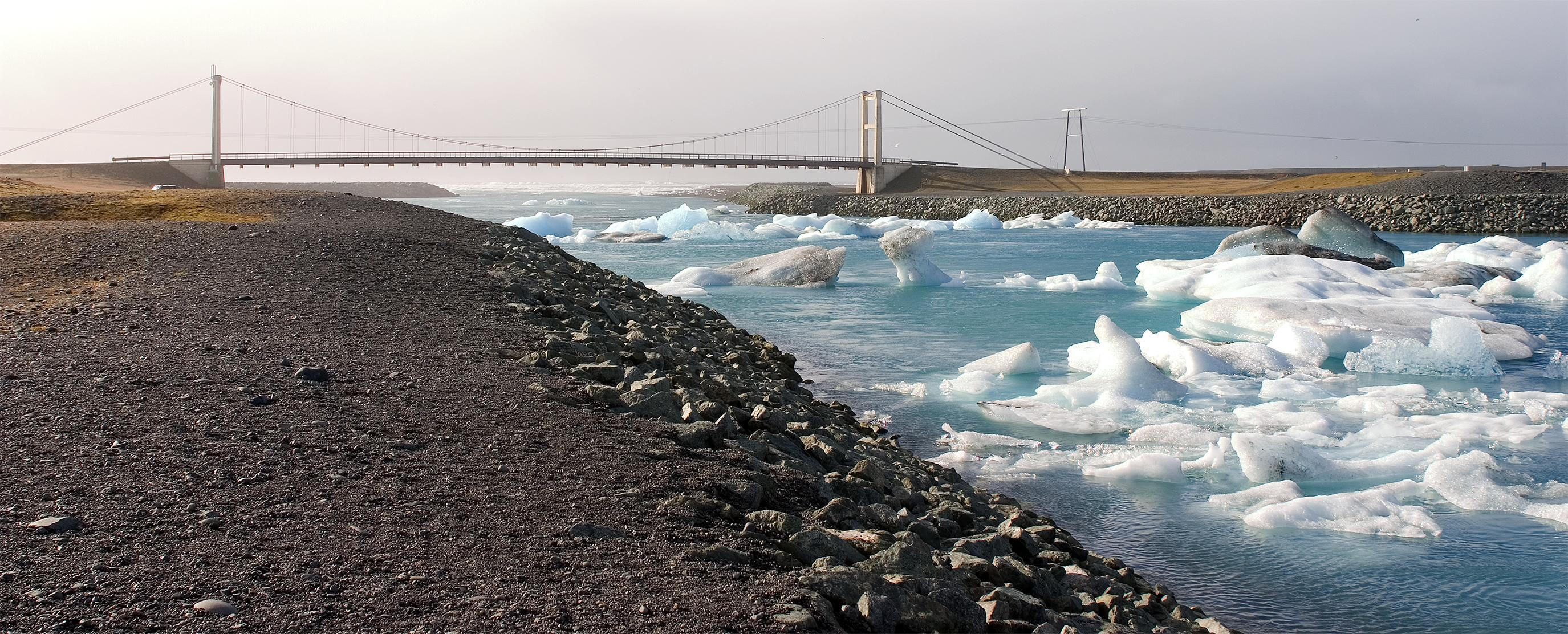
Le pont de la Jökulsárlón.

## Ponts présentant un intérêt historique ou architectural
|  | Image | Nom                       | Nom islandais  | Distinction                                                                   | Longueur (m) | Type                                      | Voie portée Voie franchie    | Mise en service | Localisation                                  | Région     | Ref. |
|  | ----- | ------------------------- | -------------- | ----------------------------------------------------------------------------- | ------------ | ----------------------------------------- | ---------------------------- | --------------- | --------------------------------------------- | ---------- | ---- |
|  | 1     | Pont du Hvítá             | Hvítárbrú      |                                                                               | 106          | Arc Béton, tablier porté                  | Hvitarvallavegur 53          | 1928            | Hvanneyri 64° 36′ 12,4″ N, 21° 42′ 34,3″ O    | Vesturland |      |
|  | 2     | Passerelle du Blue Lagoon | Bláa lónið brú | Passerelles de la station thermale du lagon bleu                              |              | Arc                                       | Passerelle Lac du lagon bleu |                 | Grindavík 63° 52′ 47,4″ N, 22° 26′ 57,3″ O    | Suðurnes   |      |
|  | 3     | Pont de l'Ófærufoss       | Náttúruleg brú | Pont naturel qui enjembait la chute de l'Ófærufoss, il s'est effondré en 1993 |              | Arche naturelle (ancienne coulée de lave) | Ófærufoss                    |                 | Grafarkirkja 63° 57′ 52,8″ N, 18° 37′ 05,2″ O | Suðurland  |      |

## Grands ponts
Ce tableau présente les grands ouvrages d'Islande (liste non exhaustive).
|  | Image | Nom                    | Nom islandais   | Portée (m) | Longueur (m) | Type                                           | Voie portée Voie franchie                  | Mise en service | Localisation                              | Région     | Ref. |
|  | ----- | ---------------------- | --------------- | ---------- | ------------ | ---------------------------------------------- | ------------------------------------------ | --------------- | ----------------------------------------- | ---------- | ---- |
|  | 1     | Pont de l'Iðu          | Iðubrú          | ~100       |              | Suspendu Tablier poutres acier                 | Skálholtsvegur 31 Hvítá                    | 1958            | Laugarás 64° 06′ 40,2″ N, 20° 30′ 37,1″ O | Suðurland  |      |
|  | 2     | Pont de la Jökulsárlón | Jökulsárlón Brú | ~90        |              | Suspendu Tablier poutres acier                 | Þjóðvegur 1 Jökulsárlón - Océan Atlantique |                 | Höfn 64° 02′ 44,1″ N, 16° 10′ 49,3″ O     | Austurland |      |
|  | 3     | Pont de l'Ölfusá       | Ölfusárbrú      | 84         |              | Suspendu Tablier treillis acier, pylônes acier | Suðurlandsvegur Ölfusá                     | 1945            | Selfoss 63° 56′ 19,8″ N, 21° 00′ 17,8″ O  | Suðurland  |      |